# Pawn Shop Chronicles
Pawn Shop Chronicles è un film del 2013 diretto da Wayne Kramer, con protagonisti Paul Walker, Brendan Fraser, Matt Dillon ed Elijah Wood.

## Trama
Una coppia in luna di miele entra in un negozio di pegni dove lui trova l'anello di nozze della sua prima moglie. Questo avvenimento fa incrociare le storie di diversi personaggi, tutti collegati in modo diverso al negozio.

## Produzione
Il regista scelto inizialmente per dirigere la pellicola fu Fred Durst, ma venne successivamente sostituito da Wayne Kramer.
Il budget del film è stato di circa 5 milioni di dollari.
Le riprese del film iniziarono il 5 giugno 2012 e si svolsero interamente nella città di Baton Rouge, in Louisiana.

## Promozione
Il primo trailer del film viene distribuito online il 10 giugno 2013.

## Distribuzione
La pellicola è stata distribuita dalla Anchor Bay Films in simultanea sia nei cinema statunitensi che On demand a partire dal 12 luglio 2013.